# Shingles for the Lord
Shingles for the Lord ist eine Kurzgeschichte des US-amerikanischen Schriftstellers William Faulkner, die im deutschsprachigen Raum unter dem Titel Schindeln für den Herrn verlegt wird. Im amerikanischen Original erschien sie erstmals am 13. Februar 1943 in der Saturday Evening Post.

## Erzähler
Ich-Erzähler ist der Sohn von Res Grier, nur dass er nie richtig aktiv in die Handlung eingreift, sondern sie nur schildert. Dabei nutzt der Erzähler Alltagssprache; so werden Wörter so geschrieben, wie sie von den Protagonisten ausgesprochen werden.

## Handlung
Die Geschichte beginnt damit, dass Res Grier frühzeitig aufbricht, bei Old Man Killegrew Schindelmesser und einen speziellen Maul-Hammer auszuleihen. Grier benötigt diese Werkzeuge, da er mithilft, Schindeln ans Dach der Gemeindekirche anzubringen. Killegrew ist jedoch auf Fuchsjagd und kehrt erst nach zwei Stunden Wartezeit zurück. Erst jetzt bekommt Grier die erwünschten Werkzeuge ausgehändigt, da Killegrews Frau sehr schwerhörig ist und Griers Bitte nicht versteht und der Bedienstete sich nicht das Recht ausspricht, ohne Rücksprache mit dem Hausherrn Werkzeuge zu verleihen. Wegen dieser Umstände kommt Grier schließlich zwei Stunden zu spät an der Kirche an; die weiteren Arbeiter unterhalten sich gerade mit Reverend Whitfield. Diese zwei zusätzlichen Arbeiter sind Solon und Homer. Diese beschweren sich über Griers Verspätung, der sich selbst jedoch wundert, warum diese noch nicht begonnen haben. Es kommt zu einem kurzen Gespräch mit dem Reverend, bis dieser die "Baustelle" schließlich verlässt. Noch bevor die Arbeiten am Kirchendach richtig beginnen, weist Solon Grier darauf hin, dass er und Homer schon zwei Stunden gearbeitet hätten. Dies stimmt so nicht, aber sie rechnen die Wartezeit als Arbeitszeit an. Es kommt zu langen Herleitungen über die Natur eines Arbeitstages und wie viel Arbeit in solch einem Tag steckt; es wird schließlich deutlich, dass Solon für die Wartezeit entschädigt werden will. Wegen der Verspätung Griers sei die Arbeit am Kirchendach nicht mehr an einem Tag zu schaffen. Jetzt hat es Solon seit längerer Zeit auf einen besonderen Hund Griers abgesehen und möchte ihn dagegen tauschen, dass er (Solon) am nächsten Tag alleine mit Homer die Arbeit zu Ende bringt. Grier würde zusätzlich zwei Dollar bekommen, die von einem früheren Kaufversuch noch ausstehen. Grier verschwindet während der Mittagspause, um das Angebot nach seiner Rückkehr dann aber anzunehmen. Am Nachmittag verabschieden sie sich dann. Grier soll den Hund dann einfach vorbeibringen, dieser sagt zu. Am nächsten Morgen steht Grier dann noch früher auf. Gemeinsam mit seinem Sohn will er die Arbeit sabotieren und Schindeln entfernen, damit Solon mehr alleine arbeiten muss. Dabei geht er nicht sehr sorgfältig mit der Lampe um, die schließlich das Kirchendach entzündet. Im Laufe des Morgens brennt die ganze Kirche ab. Reverend Whitfield gibt sich nach außen hin ruhig und gefasst, tatsächlich wird jedoch deutlich, dass Grier aus der Arbeitsgemeinschaft, wenn nicht gar aus der wackligen Gesellschaft der Gemeinde ausgestoßen wird und sich seine Mitgliedschaft neu erarbeiten muss. Die anderen Männer verabreden sich am nächsten Tag, um die Kirche neu zu errichten; Grier ist nicht erwünscht.

## Interpretationsansätze
Mit Res Grier haben wir einen ambivalenten Charakter. Ein ewiger Würger, der sich seine Anerkennung und Identität in der Gesellschaft hart erarbeiten muss. Er kann die Arbeitszeit, die er nicht auf den eigenen Feldern verbringt, nicht wirklich entbehren, sieht jedoch die Chance, einmal am längeren Hebel zu sitzen und Solon zu schaden. Der Versuch geht schief und die Kirche brennt ab, was Grier zum Außenseiter macht. Dieses Ende ist unerwartet und plötzlich, aber ebenso unvermeidbar im Kontext mit dem makaberen schwarzen Humor der Erzählung, der stilbildend für das Genre des Southern Gothic ist. Die Werte der Südstaaten, in diesem Falle die Arbeitsmoral und das Aufbegehren in der Gesellschaft werden so verkörpert. Doch Grier wird Opfer seines eigenen Aufbegehrens; er muss von vorn anfangen.